# Fondazione Palazzo Strozzi
La Fondazione Palazzo Strozzi (Fundación del Palacio Strozzi) es una organización cultural del Palacio Strozzi, en Florencia, Italia, que cada año organiza exposiciones dedicadas a un aspecto diferente de las artes. La fundación se creó en 2006 y su primer presidente fue Lorenzo Bini Smaghi.